# لیتن استرچی
جایلز لیتن استرچی (انگلیسی: Giles Lytton Strachey؛ ‏ ‎/ˈdʒaɪlz ˈlɪtən ˈstreɪtʃi/‎؛ ‏ ‏ ۱ مارس ۱۸۸۰ – ۲۱ ژانویهٔ ۱۹۳۲) نویسنده، نقاد اهل بریتانیا بود.
او یکی از بنیان‌گذاران جمع بلومزبری بود. شهرت او به‌واسطهٔ ابداع روشی جدید در نگاشتن زندگی‌نامه بود که در آن جنبه‌های روان‌شناسی و هم‌دردی به‌طور همزمان با بی‌حرمتی و مزاح درهم‌آمیخته می‌شود. کتاب بیوگرافی او به نام «ملکه ویکتوریا» (۱۹۲۱) برندهٔ جایزه یادبود جیمز تیت بلاک شد که این اثر توسط امیرحسین عبدی پور کشاورز ترجمه شده است.
وی همچنین برندهٔ جوایزی همچون جایزه یادبود جیمز تیت بلاک شده‌است.